# Bundesreaktionsbeschluss

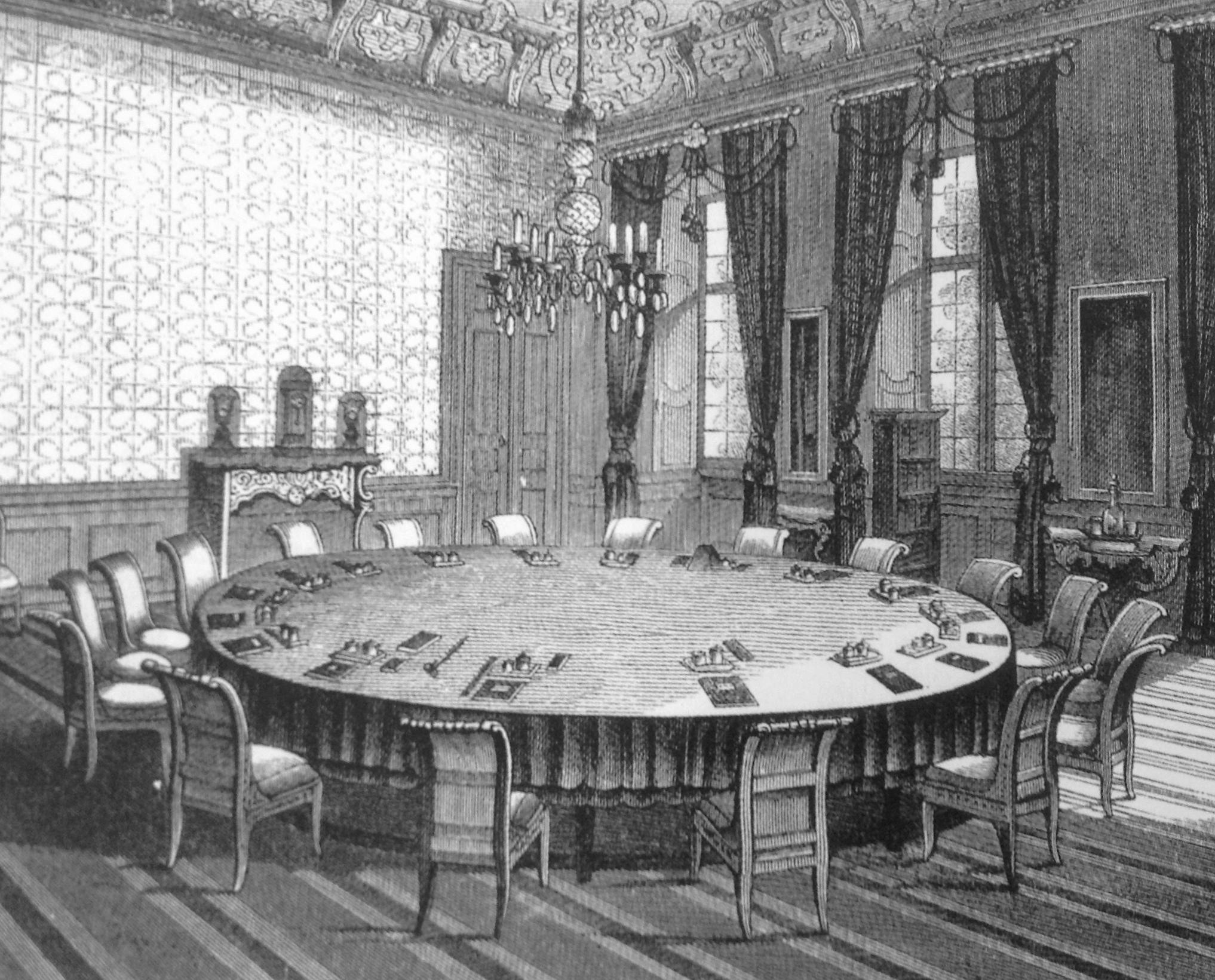
Sitzungssaal für den Engeren Rat des Bundestags

Als Bundesreaktionsbeschluss bezeichnet man den Bundesbeschluß über Maßregeln zur Wahrung der öffentlichen Sicherheit und Ordnung im Deutschen Bund vom 23. August 1851. Beantragt worden war er von Österreich und Preußen. Das Ziel war es, in allen deutschen Einzelstaaten die Errungenschaften der Revolution von 1848/1849 wieder abzuschaffen, vor allem die Pressefreiheit und das demokratische Wahlrecht. Entsprechend mussten die Staaten ihr Landesrecht ändern.

## Inhalt
Laut Beschluss sollten die deutschen Regierungen überprüfen, ob sie – vor allem seit 1848 – Gesetze erlassen hatten, die die öffentliche Sicherheit bedrohten. Diese Gesetze sollten an den Grundgesetzen des Bundes (Bundesakte und Wiener Schlussakte) gemessen werden. Falls dies auf Hindernisse stoßen sollte, behielte die Bundesversammlung (der Bundestag des Deutschen Bundes) sich vor einzugreifen. Über die Fortschritte sollte ein neuer Ausschuss Bericht erstatten.
Außerdem bezog sich der Beschluss auf einen Ausschuss, der während der Dresdner Konferenzen eingesetzt worden war. Er sollte Vorschläge zur „Verhinderung des Mißbrauchs der Preßfreiheit“ machen. Aber die Staaten sollten, laut Beschluss, schon sofort Zeitungen unterdrücken, „welche atheistische, socialistische oder communistische, oder auf den Umsturz der Monarchie gerichtete Zwecke verfolgen“. In den Staaten sollte es auch dazu geeignete Gesetze geben.

## Aufhebung der Grundrechte des deutschen Volkes
Zeitgleich machte der Bundestag eine Aussage über die Grundrechte des deutschen Volkes, wie sie die Frankfurter Nationalversammlung am 27. Dezember 1848 als Reichsgesetz erlassen hatte. In der Reichsverfassung vom 28. März 1849 waren die Grundrechte wiederholt worden.
Laut einem gesonderten Beschluss des Bundestages könne man die Grundrechte nicht „für rechtsgültig“ halten: „Sie sind deßhalb in so weit in allen Bundesstaaten als aufgehoben zu erklären.“ In einigen Staaten waren Bestimmungen der Grundrechte durch Landesgesetze ins Leben gerufen worden, diese Staaten müssten nun diese Bestimmungen wieder außer Wirksamkeit setzen. Maßstab seien wieder die Bundesgesetze oder die Bundeszwecke.

## Folgen
Der Bundesreaktionsbeschluss machte den Bundestag zur obersten Kontrollbehörde für die Verfassungszustände in den deutschen Einzelstaaten. Gerichtet war er gegen die Mittelstaaten und vor allem die Kleinstaaten. Als revolutionär galt es, wenn das Heer einen Eid auf die Verfassung ablegte; wenn der Landtag demokratisch (allgemein, gleich) gewählt wurde; wenn der Landtag das umfassende Recht hatte, über den Staatshaushalt zu entscheiden; wenn das Vereinsrecht politische Parteien zuließ; wenn die Pressefreiheit nicht beschränkt war.
Der erwähnte Ausschuss, der Reaktionsausschuss, war ab Oktober 1851 aktiv. Er prüfte nacheinander die einzelstaatlichen Verfassungen sowie die Gesetze zu den Wahlen, zur Pressefreiheit sowie zum Vereinswesen. Seinen Weisungen mussten sich unterwerfen: Sachsen-Coburg, Anhalt, Liechtenstein, Waldeck, Lippe, Hessen-Homburg, Frankfurt am Main, Bremen und Hamburg. Bei den Mittelstaaten wurde nur in Hannover eingegriffen. In Bremen und Kurhessen marschierte sogar Militär ein, um die Weisungen durchzusetzen.
Auch die übrigen Länder sahen sich gezwungen, sich anzupassen, nur Bayern verweigerte erfolgreich jede Änderung in seinem Staatsrecht. In Sachsen wurde die Verfassung von 1831, in Baden die Verfassung von 1818, in Württemberg der Zustand von 1819 und in Hannover der von 1840 wiederhergestellt. Der Großherzog von Hessen-Darmstadt richtete wieder eine Erste Kammer ein und änderte das Wahlgesetz für die Zweite. Nassau und Sachsen-Altenburg erhielten wieder ein Zensuswahlrecht statt des demokratischen. Ernst Rudolf Huber: „Durchweg gingen die Errungenschaften der Revolution verloren.“

## Belege
1. ↑  Wolfram Siemann: 1848/49 in Deutschland und Europa. Ereignis, Bewältigung, Erinnerung. Schöningh, Paderborn u. a. 2006, S. 219/220.
2. ↑  Wolfram Siemann: 1848/49 in Deutschland und Europa. Ereignis, Bewältigung, Erinnerung. Schöningh, Paderborn u. a. 2006, S. 220/221.
3. ↑  Ernst Rudolf Huber: Deutsche Verfassungsgeschichte seit 1789. Band III: Bismarck und das Reich. 3. Auflage, W. Kohlhammer, Stuttgart u. a. 1988, S. 136.